# Štěnovický Borek
Štěnovický Borek (Duits: Borek bei Stienowitz) is een Tsjechische gemeente in de regio Pilsen (regio), en maakt deel uit van het district Plzeň-město.
Štěnovický Borek telt 405 inwoners.
Dýšina ·
Chrást ·
Chválenice ·
Kyšice ·
Letkov ·
Lhůta ·
Losiná ·
Mokrouše ·
Nezbavětice ·
Nezvěstice ·
Plzeň ·
Starý Plzenec ·
Šťáhlavy ·
Štěnovický Borek ·
Tymákov